# العلاقات السورينامية المالاوية
العلاقات السورينامية المالاوية هي العلاقات الثنائية التي تجمع بين سورينام ومالاوي.

## مقارنة بين البلدين
هذه مقارنة عامة ومرجعية للدولتين:
| وجه المقارنة                                              | سورينام                        | مالاوي                     |
| --------------------------------------------------------- | ------------------------------ | -------------------------- |
| المساحة (كم2)                                             | 163.27 ألف                     | 118.48 ألف                 |
| عدد السكان (نسمة)                                         | 563.40 ألف                     | 18.62 مليون                |
| الكثافة السكانية (ن./كم²)                                 | 3.45                           | 157.16                     |
| العاصمة                                                   | باراماريبو                     | ليلونغوي، زومبا            |
| اللغة الرسمية                                             | اللغة الهولندية                | لغة إنجليزية، لغة الشيشيوا |
| العملة                                                    | دولار سورينامي، غيلدر سورينامي | كواشا ملاوية               |
| الناتج المحلي الإجمالي (بليون دولار)                      | 3.32 مليار                     | 6.30 مليار                 |
| الناتج المحلي الإجمالي (تعادل القوة الشرائية) بليون دولار | 9.07 مليار                     | 22.43 مليار                |
| الناتج المحلي الإجمالي الاسمي للفرد دولار أمريكي          | 9.48 ألف                       | 338                        |
| الناتج المحلي الإجمالي للفرد دولار أمريكي                 | 16.64 ألف                      | 1.20 ألف                   |
| مؤشر التنمية البشرية                                      | 0.714                          | 0.445                      |
| رمز المكالمات الدولي                                      | +597                           | +265                       |
| رمز الإنترنت                                              | .sr                            | .mw                        |
| المنطقة الزمنية                                           | 00                             | ت ع م+02:00                |

## منظمات دولية مشتركة
يشترك البلدان في عضوية مجموعة من المنظمات الدولية، منها:
| علم المنظمة | اسم المنظمة                                 | تاريخ انضمام سورينام | تاريخ انضمام مالاوي |
| ----------- | ------------------------------------------- | -------------------- | ------------------- |
|             | يونسكو                                      | 16 يوليو 1976        | 27 أكتوبر 1964      |
|             | وكالة ضمان الاستثمار متعدد الأطراف          | 2 يوليو 2003         | 12 أبريل 1988       |
|             | الأمم المتحدة                               | 4 ديسمبر 1975        | 1 ديسمبر 1964       |
|             | مجموعة دول أفريقيا والكاريبي والمحيط الهادئ | ?                    | ?                   |
|             | الاتحاد البريدي العالمي                     | ?                    | ?                   |
|             | البنك الدولي للإنشاء والتعمير               | 27 يونيو 1978        | 19 يوليو 1965       |
|             | الاتحاد الدولي للاتصالات                    | 15 يوليو 1976        | 19 فبراير 1965      |
|             | منظمة حظر الأسلحة الكيميائية                | ?                    | ?                   |
|             | مؤسسة التمويل الدولية                       | 1 سبتمبر 2011        | 19 يوليو 1965       |
|             | منظمة التجارة العالمية                      | ?                    | ?                   |
|             | منظمة الشرطة الجنائية الدولية               | ?                    | ?                   |

## وصلات خارجية
- موقع وزارة الخارجية السورينامية